# إي. إي. جونز
إي. إي. جونز (بالإنجليزية: E. E. Jones)‏ هو مدير فني أمريكي، ولد في 12 سبتمبر 1870 في كوالدال بيدفورد مقاطعة في الولايات المتحدة، وتوفي في 8 فبراير 1932.